# ۲۱ فوریه
۲۱ فوریه پنجاه و دومین روز سال در گاه‌شماری میلادی است. ۳۱۳ روز (در سال‌های کبیسه ۳۱۴روز) تا پایان سال باقی است.

## رویدادها
- ۱۸۲۸ - عهدنامه ترکمانچای بین ایران قاجار و روسیه تزاری به امضا رسید.
- ۲۰۱۱ - دولت موقت تونس ضمن یک درخواست رسمی، از دولت عربستان سعودی خواست تا زین‌العابدین بن‌علی دیکتاتور سابق این کشور را به خاطر «سرکوب مردم معترض» به آن کشور، جهت محاکمه تحویل دهد.

## زادروزها
- ۱۸۹۳ - آندرس سگوبیا، گیتاریست اسپانیایی
- ۱۹۴۶ - آلن ریکمن، هنرپیشه بریتانیایی
- ۱۹۵۱ - گوردون براون، سیاست‌مدار بریتانیایی و پنجاه و دومین نخست‌وزیر این کشور

## درگذشت‌ها
- ۱۶۷۷ - باروخ اسپینوزا، فیلسوف هلندی
- ۱۹۸۴ - میخائیل شولوخف، نویسنده روس و برنده جایزه ادبی نوبل

## مناسبت‌ها
- روز جهانی زبان مادری
- روز جهانی راهنمایان گردشگری[۱]